# Unidade Dobson
A unidade Dobson (DU) é uma unidade de medida da densidade atmosférica de ozônio (O3), molécula que, na atmosfera terrestre, concentra-se na camada de ozônio estratosférico. A unidade DU possui o valor de 2,69 × 1016 moléculas de ozônio por centímetro quadrado, ou 2,69 × 1020 por metro quadrado, ou 0,4462 milimoles de ozônio por metro quadrado.
O nome da unidade Dobson é uma homenagem a Gordon Dobson, pesquisador da Universidade de Oxford que, na década de 1920, construiu o primeiro instrumento para medição da quantidade total de ozônio a partir da superfície terrestre, instrumento atualmente chamado de espectrofotômetro Dobson.